# Alex Abraham
Alexander Gustav „Alex“ Abraham (* 17. Januar 1886 in Berlin; † 5. Februar 1971 in Ost-Berlin) war ein deutscher Zehnkämpfer und Diskuswerfer.

## Karriere
Bei den Olympischen Spielen 1912 in Stockholm beendete er den Zehnkampf nach vier Disziplinen.
1907 wurde er Deutscher Meister im Diskuswurf.
Alex Abraham startete für den SC Komet Berlin. Nach seiner aktiven Laufbahn arbeitete er für den Deutschen Sportbund für Athletik.

## Persönliche Bestleistungen
- Diskuswurf: 39,00 m, 25. Juli 1909, Erfurt
- Zehnkampf: 6217,765 Punkte, 15. Oktober 1911, Münster

## Veröffentlichungen
- Sportliche Gymnastik. Nach sportärztlichen Grundsätzen. Grethlein & Co., Leipzig 1922.
- Weg zur sportlichen Höchstleistung. Grethlein & Co., Leipzig 1922.